# 셀리누스

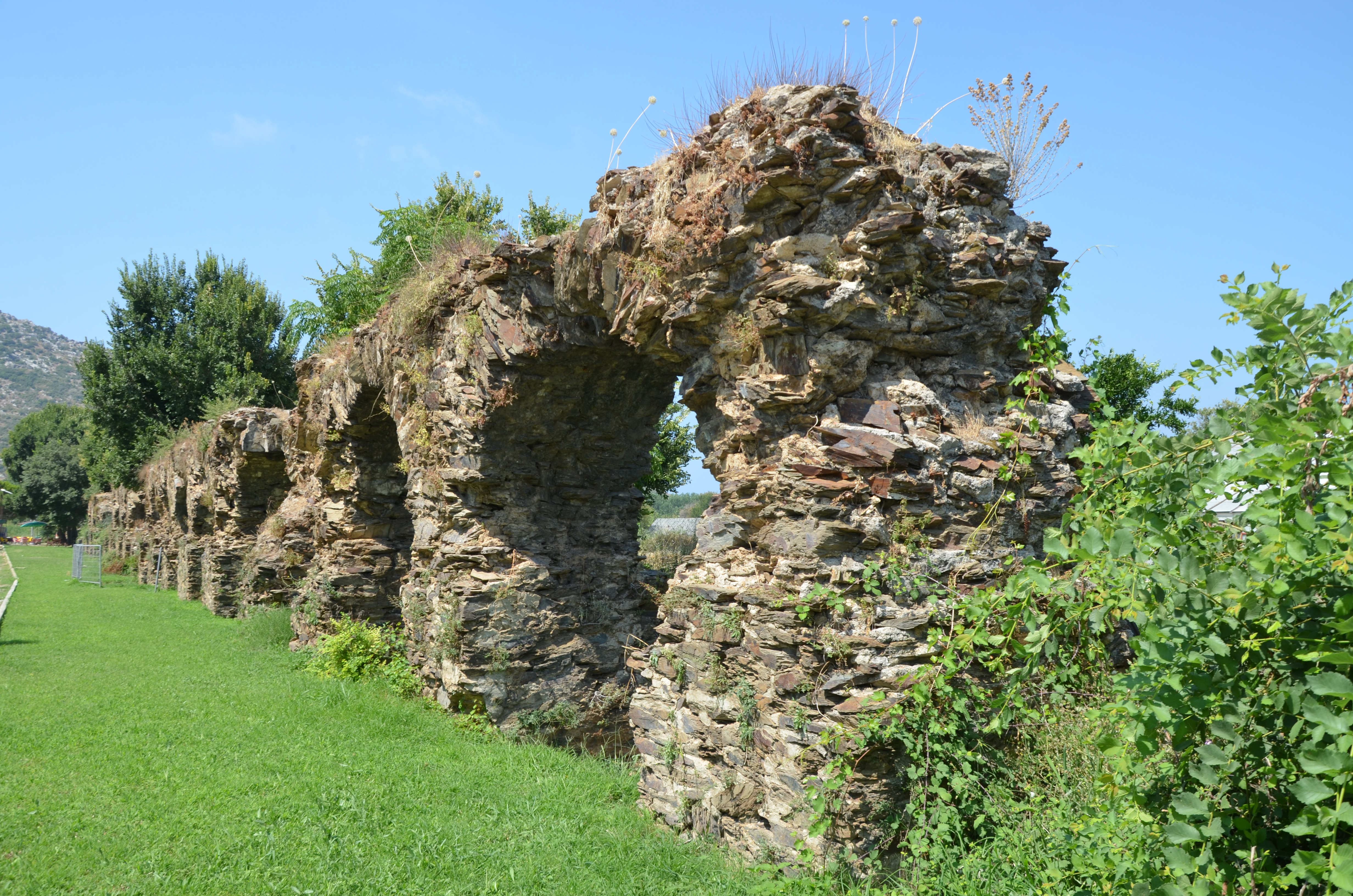

셀리누스(Selinus) 혹은 셀리노스(고대 그리스어: Σελινοῦς)는 고대 킬리키아 및 이후 이사우리아의 서쪽 해안가에 있던 항구 도시이며, 현재는 Musa Çay라 불리는, 동명의 작은 강 하구에 있었다. 이 도시는 몇몇 작가들이 로마 황제 트라야누스가 서기 117년에 사망한 곳이라 전하며, 역사적으로 기억할만한 곳이기도 하다. 이 사건 이후로 당분간 이곳은 트라야노폴리스(Traianopolis)라는 이름이 붙었지만, 이곳의 주교들은 그후로도 셀리누스의 주교라 불렸다. 셀레우키아의 바실은 이곳을 그가 있었을 당시에 중요성이 떨어진 상태로 묘사했으며, 그럼에도 이곳은 한때 커다란 상업 도시였다. 셀리누스는 가파른 바위 위에 자리잡았고, 거의 모든 면이 바다에 둘러싸여 있어, 이러한 위치는 이곳을 거의 난공불락이 되게 하였다. 그러나 바위 전체가 고대의 요새화된 지점에 포함되지는 않았고, 성벽 안쪽에는 많은 건물들의 흔적이 남아있으나, 바깥쪽과, 언덕 기슭과 강 사이 지역에는 마우솔레움, 아고라, 극장, 송수로, 몇몇 무덤처럼 보이는, 일부 커다란 건축물의 잔해 여전히 서있다. 더이상의 상주 주교구는 아니지만, 로마 가톨릭교회의 명목상 교구로 남아있다.
아나톨리아에 있는 가지파샤 인근에 위치했다.